# Bataille de Totoapan
Expédition du Mexique
Batailles
- Fortín
- Las Cumbres
- 1er Puebla
- Barranca Seca
- Cerro del Borrego
- Tampico
- 2e Puebla
- Atlixco
- San Pablo del Monte
- San Lorenzo
- Totoapan
- Morelia
- Campeche
- Veranos
- Tacámbaro
- La Loma
- Parral
- Chihuahua
- Álamos
- Ixmiquilpan
- Bagdad
- Camargo
- Miahuatlán
- Carbonera
- Guayabo
- Villa de Álvarez
- San Jacinto
- Querétaro

La bataille de Totoapan a lieu le 18 octobre 1863 dans les environs de la rivière de Totoapan, dans l'actuelle commune de Cosoleacaque, dans l'état de Veracruz, au Mexique. Elle s'inscrit dans le cadre de la seconde intervention française au Mexique. Elle oppose des éléments de l'armée républicaine mexicaine, sous le commandement du lieutenant-colonel Francisco de P. Carrión, aux troupes françaises au service du Second Empire mexicain sous les ordres du lieutenant-colonel Duboscq.

## Contexte
Le 17 juillet 1863, la garde nationale commandée par le suisse Édouard de Stoecklin et intégrant 120 soldats, débarque sans résistance à Minatitlán, en s'établissant au Tacoteno. Les forces de Stoecklin sont soutenues par le bateau, Le Pizarro, qu'il a positionné à demeure face à Minatitlán. Stoecklin réussit à prendre quelques localités proches. Pourtant le 17 août, lorsque Stoecklin se dirigeant avec une escorte de 25 hommes à Jáltipan, afin d'abattre un groupe de Mexicains, il est abandonné par ses soldats et tué en embuscade. Le lieutenant colonel Duboscq, officier de l'armée impériale française au Mexique, prend le commandement de la zone qu'a laissée Stoecklin et continue à établir sa campagne militaire au Tacoteno avec le soutien de Le Pizarro et de la canonnière Santa Barbara.
À Cosoleacaque, les troupes mexicaines se trouvaient harcelées par les actions du lieutenant-colonel Duboscq. Le lieutenant-colonel Francisco de P. Carrión, commande près de 300 hommes, constitués par les grenadiers et la 1re Compagnie du bataillon Saragosse, et une compagnie de la Segundo Activo (de l'ancien bataillon Ortega) et également une autre de grande force du canton de Los Tuxtlas.
Duboscq, dispose à son commandement de 200 soldats de l'infanterie de la légion étrangère et d'environ 200 soldats conservateurs. Carrión s'enquiert des instructions auprès du général Alejandro García, qui était alors était le chef de la ligne militaire de Sotavento. García donne des ordres de retrait en direction d'Acayucan, où des renforts ont été envoyés.
Les forces républicaines décident de commencer le voyage le 18 octobre 1863, partant à 6 h du matin. Elles sont arrivées avec des nouvelles d'un mouvement des forces interventionnistes. 300 soldats sous les ordres de Duboscq se sont concentrés face à Tacoteno et sont déterminés à avancer vers Cosoleacaque. En chemin, ils mettent le feu aux ranchs Matagarrapata et Hato Nuevo.

## Bataille
Face à cette situation, Carrión décide de livrer bataille dans un précipice proche du lit du ruisseau de Totoapan, près l'ancien chemin vers Minatitlán, puisque les ennemis devaient le monter et le descendre, offrant un certain avantage pour les troupes mexicaines.
Afin de freiner l'avance ennemie, Carrión décide que les meilleures positions d'attaque seraient les flancs du Carmino Real, ainsi, les soldats mexicains étaient derrière les buissons avec tout leur équipement. Lorsque les forces impérialistes se sont retrouvées au bord du gouffre, la bataille a commencé. Duboscq ordonne de tirer au canon sur la zone, une action où le lieutenant qui commandait la compagnie Los Tuxtlas meurt, ainsi que trois soldats. Carrión ordonne alors de répondre à l'attaque, commençant un combat dense. 
Pendant ce temps, la pièce d'artillerie impérialiste est tombée au fond du précipice. C'est alors que le combat s'est concentré sur la possession de ladite pièce d'artillerie, puisque les forces mexicaines ne disposaient pas de ce type d'arme. Le lieutenant Manuel Rosso et ses grenadiers du bataillon Saragosse, ont été les premiers à tenter de s'emparer de la pièce, ce qui a compliqué le combat. Rosso a saisi la pièce et, avec le sergent Pedro Vidal, il a tiré sur les Français avec le canon. Duboscq est transpercé par une balle dans la poitrine, compliquant ainsi les mouvements d'invasion et les Français entament leur repli. Tout comme les Français ont fui la campagne, la plaine est assiégée par plus de 300 soldats indigènes qui recherchent les survivants jusqu'à Tacoteno.

## Résultats
Après le combat, on retrouve sur le champ de bataille 51 morts issus du parti impérialiste, et seulement deux conservateurs. Le lendemain, 18 conservateurs sont faits prisonniers et fusillés, derrière l'église, au lieu-dit El Arenal. Le butin de guerre, livré au général Garcia, comprend 65 fusils, 15 mousquetons, 11 épées, deux caisses d'artillerie, 19 chevaux et neuf mules.

## Postérité
La tradition rappelle la mémoire de Martín Alor, dit El lancero, un indigène qui, dans la bataille, a enfoncé sa lance rustique dans la poitrine d'un tireur français et, monté sur une mule du régiment étranger, a traîné le canon avec lequel l'ennemi pouvait être vaincu. Un monument commémoratif lui est dédié dans la ville de Cosoleacaque, près de la rivière de Totoapan. Chaque année, le souvenir de la victoire mexicaine est célébré officiellement par les autorités de la ville au pied du monument représentant  El Lancero.